# タイ王国国内治安維持部隊
タイ王国国内治安維持部隊（タイ語:กองอำนวยการรักษาความมั่นคงภายใน タイ語略:กอ.รมน.、英語：Internal Security Operations Command　英略称： ISOC）は、タイ王国首相府に所属する首相直属の軍・警察を主体とした国内治安維持組織。タイ国内の安全保障に関わる任務を行う。「タイ治安維持部隊」、「タイ国内治安部隊」などと呼ばれる。

## 概要
国内治安維持部隊は、タイ国内の安全保障を脅かす脅威から国民と国民の財産を保護し、国家の平和、秩序と安寧を維持することを目的とする。2006年のクーデター以降、デモ騒乱やテロリズムなどの新しいタイプの脅威に対応し、国家秩序維持の役割を担うように、2008年に仏歴2551年国内治安法の施行によって、治安維持部隊の法基盤が整備された。司令部は首相府に所属する首相の直轄組織であり、最高司令官は首相である。副司令官は国軍最高司令官。副首相を補佐官に指名できる。
国内治安維持部隊は、以下の任務を行う。
1. 脅威に対する監視、捜査、評価、内閣への報告。
2. 内閣の承認に基づく、治安維持活動の作戦立案、作戦遂行・指揮。
3. 作戦に関わる政府行政機関のへの指示、調整。また、内閣の承認によって、行政機関業務の監督。
4. 国民の国威発揚、安全保障のための協力の奨励。
5. 内閣、国家安全保障評議会、首相の取り決めた任務の遂行。

なお、治安維持部隊が活動できるのは、国内の治安を悪化させる事態が生じたが、戒厳令を布くまでではないと判断され、内閣が国内治安維持法の適用を決定した期間である。

## 権限
国民の人命と財産を守る為に以下の要件に関して、内閣の承認に基づき制限を加えることができる。
1. 公務員の公務の執行もしくは一時停止
2. 特定地域内での場所、建物への出入りの禁止、営業時間の制限
3. 特定地域、時間内の居住地からの外出禁止
4. 居住地外での武器所持禁止
5. 特定の交通路使用、交通手段の制限
6. 電子機器に関わる行為の制限

制限項目（1を除く）に違反したものは、1年以下の懲役、もしくは2万バーツの罰金刑、場合によっては両刑を科せられる。

## 歴史
国内治安維持部隊の前身は、1965年に設立されたコミュニスト制圧部隊（กองอำนวยการป้องกันการกระทำอันเป็นคอมมิวนิสต์:ป.ค.）であった。1973年にタノーム・キッティカチョーン首相と制圧部隊の司令官であったプラパット陸軍元帥が失脚すると、コミュニスト制圧部隊は、国内治安維持部隊として改組された。しかし任務は引き継がれ、1974年以降、北部、東北部コミュニストの制圧、南部独立運動の制圧、村落スカウト、ナワポン、ガティンデーンなどの右翼ボランティア組織の強化、住民教化などがおこなわれた。当時プレーム・ティンスーラーノンも司令官を務めた。1980年代に入ると、コミュニストによる騒乱の減少から、司令部の政治的重要性は低下していった。その後再び改組され、現在の司令部の形が整えられた。主たる任務は、麻薬取締り、国境地帯の安全と秩序の維持、特定地域の治安改善、少数民族・亡命者の問題対応、南部国境県の問題対応などであった。
タクシン政権時代に司令部の再建を行おうとしたが、すぐにクーデターが起こり、着手することはできなかった。クーデター後、ソンティ・ブンヤラットカリン陸軍司令官が、自身を国内治安維持司令官に任じ、アメリカ国土安全保障省を模した『政府の中の政府』として司令部の機能を強化していった。そのため、司令部は国家汚職防止取締委員会事務局、法務省特別事件捜査局、マネーロンダリング防止取締事務所などに幅広い影響力を持つようになった。この強大な権限の為に首相にのみ仕え、すべての政府機関の糸を引く『闇の人形遣い』として批判を受けている。

## 組織

### 中央
国内治安維持部隊司令本部―司令本部となる国内治安維持委員会の構成は以下の通り。
- 委員長：タイ王国首相もしくは首相の指名する副首相
- 副委員長：国防大臣および内務大臣
- 構成メンバー：法務大臣、情報技術・通信大臣、国防省次官、外務省次官、内務省次官、検察長官、国家安全保障会議議長、国家情報局局長、予算局局長、行政公務員委員会事務局局長、公共部門開発委員会事務局局長、国軍最高司令部司令官、陸軍司令官、海軍司令官、空軍司令官、警察庁長官、中央会計局局長、特別捜査局局長

### 地方
まず、中央組織の下部組織としてタイ全土を4つの管区を管轄する管区国内治安維持部隊がある。司令部が陸軍によって運営されているため、陸軍の管区と同一。
- 第1管区（กองอำนวยการรักษาความมั่นคงภายในภาค 1）‐タイ中部
- 第2管区（กองอำนวยการรักษาความมั่นคงภายในภาค 2）‐タイ東北部
- 第3管区（กองอำนวยการรักษาความมั่นคงภายในภาค 3）‐タイ北部
- 第4管区（กองอำนวยการรักษาความมั่นคงภายในภาค 4）‐タイ南部

さらに、その下に管区治安維持部隊の下部組織として、各県毎に国内治安維持部隊がある。

## 疑惑
国内治安維持部隊にまつわるさまざまな疑惑がある。

### タンマサート大学虐殺への関与
1976年10月6日タンマサート大学学生虐殺の際に、大学構内に突入した右翼ボランティア組織ナワポン（นวพล）およびガティンデーン（กระทิงแดง）は国内治安維持部隊を通じて活動資金を調達していたといわれている。

### タクシン元首相暗殺計画への関与
タクシン元首相暗殺計画への関与が疑われている。2006年に元国内治安維持部隊司令本部副本部長パンロップ・ピンマニー大将は、自らの運転手で会った部下が自動車に67kgのTNT爆弾を積んで首相邸宅の周辺で発見されたため、任を解かれた。パンロップ大将は「もし私が影で糸を引いていたなら、そんな失敗などしなかっただろう。」と関与を否定した。